# Rasmus Nielsen (fodboldspiller)
 Der er flere personer med dette navn, se Rasmus Nielsen.
Rasmus Nielsen (født 14. juli 1987) er en dansk fodboldspiller, der spiller for Akademisk Boldklub.

## Karriere
Han har i sine ungdomsår optrådt for Viby IF. Rasmus Nielsen spiller normalt på den centrale midtbane, men kan også spille højre back. 
I sæson 2008/2009 fik han sit endelige gennembrud, bl.a. på grund af en skade til lejede Kenni Olsen. Det blev til 29 kampe og 3 assist og 5 gule kort. Inden sæsonen havde han spillet 51 kampe for AB i 1. Division. 
Den 30. august 2009 scorede Rasmus Nielsen for første gang nogensinde i en divisionskamp, i kampen mod Boldklubben Frem. En kamp der for øvrigt blev 4-2 til AB.

### HB Køge
Rasmus Nielsen skiftede pr. 1. januar 2014 til HB Køge. Den 19. maj 2016 blev det offentliggjort, at Nielsen, der på dette tidspunkt var anfører, stoppede i HB Køge.

### Akademisk Boldklub
Den 31. maj 2016 blev det offentliggjort, at Rasmus Nielsen skiftede til Akademisk Boldklub, som han også tidligere i sin karriere har repræsenteret ved 135 optrædener.